# Aeroportul Municipal Panguitch
Aeroportul Municipal Panguitch (IATA: PNU, FAA LID: U55) este un aeroport din Utah, Statele Unite ale Americii ce deservește zona Panguitch⁠(d). A fost numit după zona deservită.
Situat la o altitudine de 2.061 m, aeroportul dispune de 1 pistă.

## Infrastructură

### Piste
Aeroportul dispune de o singură pistă. Pista 18/36 are suprafața de asfalt și dimensiunile 5.700 picioare × 75 picioare. 